# Liste der Staatspräsidenten von Venezuela
Diese Seite ist eine Übersicht über die Staatspräsidenten von Venezuela.

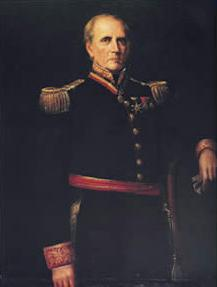
Carlos Soublette, Präsident von 1837 bis 1839 und von 1843 bis 1847 (Martín Tovar y Tovar, 1874)

| Präsident                                  | Amtszeit  |
| ------------------------------------------ | --------- |
| José Antonio Páez                          | 1830–1835 |
| Andrés Narvarte Pimentel                   | 1835      |
| José María Vargas Ponce                    | 1835      |
| Santiago Mariño Carige                     | 1835      |
| José María Carreño Blanco                  | 1835      |
| José María Vargas                          | 1835–1836 |
| Andrés Narvarte Pimentel                   | 1836–1837 |
| José María Carreño Blanco                  | 1837      |
| Carlos Soublette                           | 1837–1839 |
| José Antonio Páez                          | 1839–1843 |
| Santos Michelena                           | 1843      |
| Carlos Soublette                           | 1843–1847 |
| Diego Bautista Urbaneja                    | 1847      |
| José Tadeo Monagas                         | 1847–1851 |
| José Gregorio Monagas                      | 1851–1855 |
| José Tadeo Monagas                         | 1855–1858 |
| Pedro Gual                                 | 1858      |
| Julián Castro Contreras                    | 1858–1859 |
| Pedro Gual                                 | 1859      |
| Manuel Felipe de Tovar                     | 1859–1861 |
| Pedro Gual                                 | 1861      |
| José Antonio Páez                          | 1861–1863 |
| Juan Crisóstomo Falcón                     | 1863–1868 |
| Manuel Ezequiel Bruzual                    | 1868      |
| Guillermo Tell Villegas                    | 1868      |
| José Ruperto Monagas                       | 1868–1870 |
| Guillermo Tell Villegas                    | 1870      |
| Antonio Guzmán Blanco                      | 1870–1877 |
| Francisco de Paula Linares Alcántara       | 1877–1878 |
| José Gregorio Varela Linares               | 1878      |
| Antonio Guzmán Blanco                      | 1879–1884 |
| Joaquín Crespo Torres                      | 1884–1886 |
| Antonio Guzmán Blanco                      | 1886–1888 |
| Hermógenes López                           | 1888      |
| Juan Pablo Rojas Paúl                      | 1888–1890 |
| Raimundo Andueza Palacio                   | 1890–1892 |
| Guillermo Tell Villegas                    | 1892      |
| Joaquín Crespo                             | 1892–1898 |
| Ignacio Andrade                            | 1898–1899 |
| Cipriano Castro                            | 1899–1908 |
| Juan Vicente Gómez                         | 1908–1914 |
| Victorino Márquez Bustillos                | 1914–1915 |
| Juan Vicente Gómez                         | 1915–1929 |
| Juan Bautista Pérez                        | 1929–1931 |
| Juan Vicente Gómez                         | 1931–1935 |
| Eleazar López Contreras                    | 1935–1941 |
| Isaías Medina Angarita                     | 1941–1945 |
| Rómulo Ernesto Betancourt Bello            | 1945–1948 |
| Rómulo Angel del Monte Carmelo Gallegos    | 1948      |
| Carlos Delgado Chalbaud                    | 1948–1950 |
| Germán Suárez Flamerich                    | 1950–1952 |
| Marcos Pérez Jiménez                       | 1952–1958 |
| Wolfgang Larrazábal                        | 1958      |
| Edgar Sanabria                             | 1958–1959 |
| Rómulo Betancourt                          | 1959–1964 |
| Raúl Leoni Otero                           | 1964–1969 |
| Rafael Caldera                             | 1969–1974 |
| Carlos Andrés Pérez                        | 1974–1979 |
| Luís Herrera Campíns                       | 1979–1984 |
| Jaime Lusinchi                             | 1984–1989 |
| Carlos Andrés Pérez                        | 1989–1993 |
| (Octavio Lepage)                           | 1993      |
| Ramón José Velásquez                       | 1993–1994 |
| Rafael Caldera                             | 1994–1999 |
| Hugo Chávez                                | 1999–2002 |
| (Pedro Carmona Estanga) (Diosdado Cabello) | 2002      |
| Hugo Chávez                                | 2002–2013 |
| Nicolas Maduro                             | seit 2013 |